# 14696 Lindawilliams
14696 Lindawilliams è un asteroide della fascia principale. Scoperto nel 2000, presenta un'orbita caratterizzata da un semiasse maggiore pari a 2,6250444 UA e da un'eccentricità di 0,0851045, inclinata di 10,44580° rispetto all'eclittica.